# Vokesimurex
Vokesimurex là một chi ốc biển, là động vật thân mềm chân bụng sống ở biển trong họ Muricidae, họ ốc gai.

## Các loài
Các loài thuộc chi Vokesimurex bao gồm:
- Vokesimurex anniae (M. Smith, 1940)[2]
- Vokesimurex bayeri Petuch, 2001[3]
- Vokesimurex bellegladeensis (E. H. Vokes, 1963)[4]
- Vokesimurex blakeanus (Vokes, 1967)[5]
- Vokesimurex bobyini (Kosuge, 1983)[6]
- Vokesimurex cabritii (Bernardi, 1859)[7]
- Vokesimurex chrysostoma (Sowerby, 1834)[8]
- Vokesimurex danilai (Houart, 1992)[9]
- Vokesimurex dentifer (Watson, 1883)[10]
- Vokesimurex dolichourus (Ponder & Vokes, 1988)[11]
- Vokesimurex donmoorei (Bullis, 1964)[12]
- Vokesimurex elenensis (Dall, 1909)[13]
- Vokesimurex gallinago (Sowerby, 1903)[14]
- Vokesimurex hamanni (Myers & Hertz, 1994)[15]
- Vokesimurex hirasei (Hirase, 1915)[16]
- Vokesimurex kiiensis (Kira, 1959)[17]
- Vokesimurex lividus (Carpenter, 1857)[18]
- Vokesimurex malabaricum (E. A. Smith, 1894)[19]
- Vokesimurex messorius (Sowerby, 1841)[20]
- Vokesimurex mindanaoensis (Sowerby, 1841)[21]
- Vokesimurex multiplicatus (Sowerby, 1895)[22]
- Vokesimurex olssoni (Vokes, 1967)[23]
- Vokesimurex purdyae (Radwin & D'Attilio, 1976)[24]
- Vokesimurex rectirostrum (Sowerby, 1841)[25]
- Vokesimurex recurvirostrum (Broderip, 1833)[26]
- Vokesimurex rubidus (F. C. Baker, 1897)[27]
- Vokesimurex ruthae (Vokes, 1988)[28]
- Vokesimurex sallasi (Rehder & Abbott, 1951)[29]
- Vokesimurex samui (Petuch, 1987)[30]
- Vokesimurex sobrinus (A. Adams, 1863)[31]
- Vokesimurex tricoronis (Berry, 1960)[32]
- Vokesimurex tryoni (Hidalgo in Tryon, 1880)[33]
- Vokesimurex woodringi (Clench & Pérez Farfante, 1945)[34]